# باشگاه فوتبال العروبه عربستان سعودی
باشگاه فوتبال العروبه (عربی: نادی العروبه) یک باشگاه فوتبال واقع در شهر سکاکه در عربستان سعودی است و اکنون در لیگ حرفه‌ای فوتبال عربستان حضور دارد.
این باشگاه فوتبال در سال ۱۹۷۵ تأسیس شد.